# Argogorytes mystaceus
Argogorytes mystaceus är en stekel som beskrevs 1761 av Carl von Linné. Arten ingår i släktet Argogorytes och familjen Crabronidae.

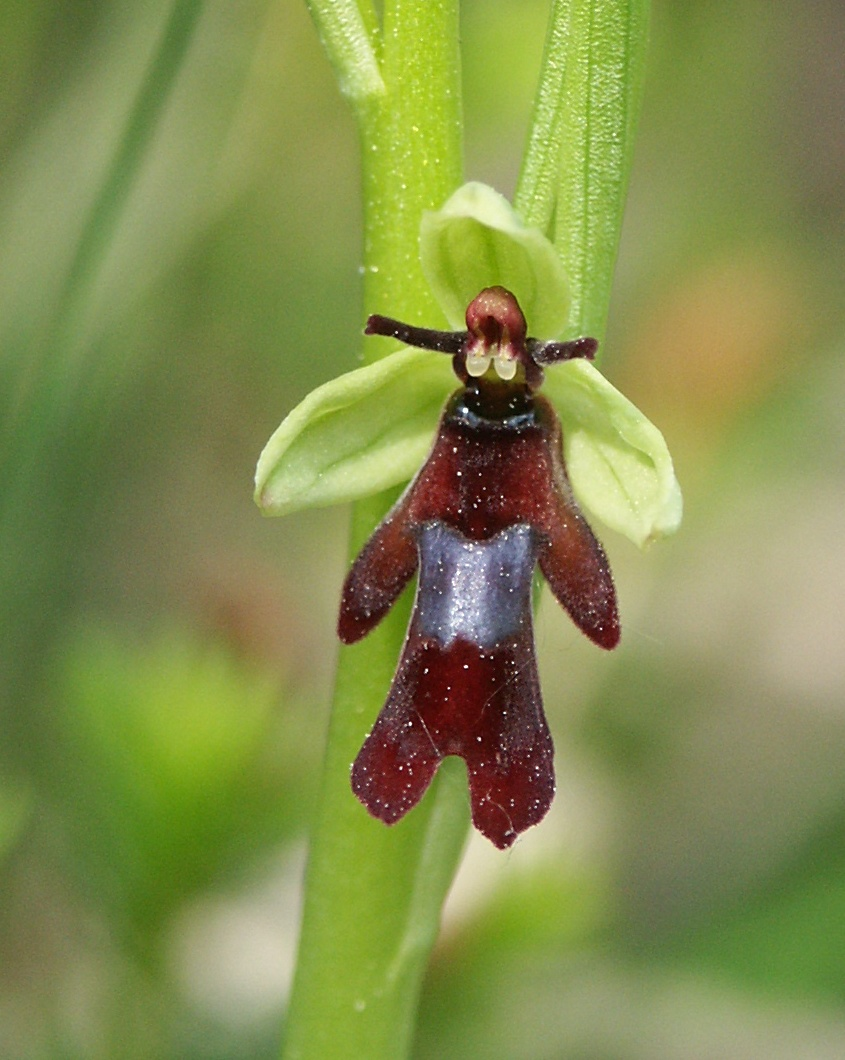
Flugblomster är ett exempel på Pouyannes mimikry med blommor som imiterar Argogorytes mystaceus.

## Utbredning och underarter
Argogorytes mystaceus förekommer i centrala Europa, på Brittiska öarna och i Skandinavien. Catalogue of Life listar endast A. m. grandis (Gussakovskij, 1932) samt dess synonym Gorytes grandis (Gussakovskij, 1932) som underart till Argogorytes mystaceus.

## Mimikry
Flugblomster (Ophrys insectifera) är ett exempel på Pouyannes mimikry. De har en specialiserad blomma, med form och doft som hos en insektshona, med syfte att lura insektshanar att para sig och därmed pollinera blommorna. Flugblomster lockar till sig grävstekelhanar av släktena Gorytes och Argogorytes, bland annat just Argogorytes mystaceus.

## Bildgalleri

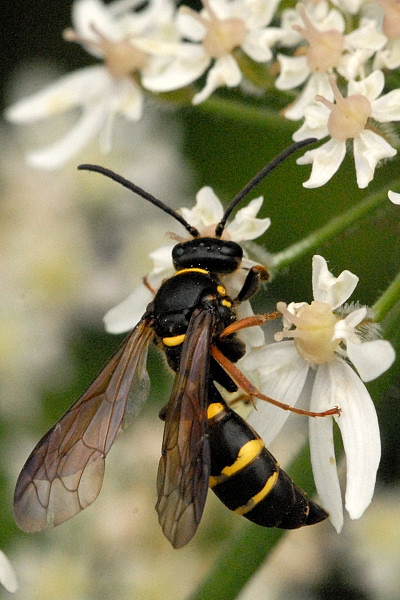
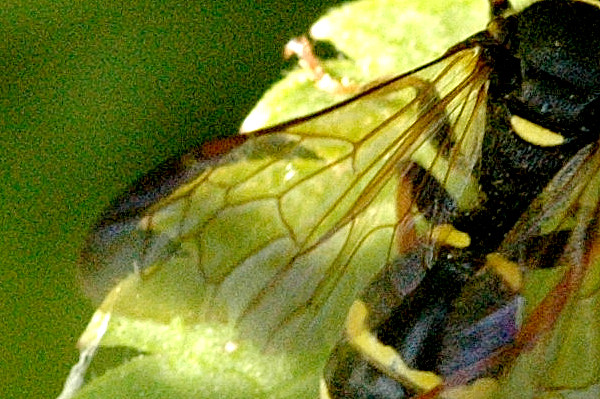